# 广德州
广德州，明朝时设置的州。
元朝称为广德路，直属于江浙行省。元至正十六年（1356年），紅巾軍大元帥朱元璋改为广兴府，又稱广德府。
朱元璋建國，是為明朝，明洪武四年（1371年），改为广德州。洪武十三年（1380年）四月，因州治广德县省入，后直属于南直隶。领县一个。北距应天府五百里。洪武二十六年，编户四万四千二百六十七，口二十四万七千九百七十九。弘治四年，有户四万五千四十三，人口一十二万七千七百九十五。万历六年，户口四万五千二百九十六，人口二十二万一千五十三。
領建平縣，州西北。西南有桐川，又有南碕湖，亦謂之南湖，與宣城縣界，流入丹陽湖。南北二巡檢司，北有梅渚、南有陳村。

## 延伸阅读
[在维基数据编辑]
 《欽定古今圖書集成·方輿彙編·職方典·廣德州部》，出自陈梦雷《古今圖書集成》